# Kalle Lodén
Karl Otto (Kalle) Lodén, född 16 september 1905 i Malmberget, död 17 april 1944 i Stockholm, var en svensk målare, skulptör och grafisk formgivare. En dotterson är konstnären Mats Lodén.
Kalle Lodén studerade vid Tekniska skolan och Konstakademien i Stockholm. Under studietiden träffade han bild- och textilkonstnären Dagmar Lodén som han 1930 gifte sig med. Kalle Lodén målade landskap, och har även utfört dekorationsmåleri i kyrkor, restauranger och biografer, och en altartavla på Södersjukhuset i Stockholm. En av Lodéns väggmålningar från 1932 finns bevarad i Fullersta bio i Huddinge kommun.
När Södertunneln och föregångaren till Stockholms tunnelbana invigdes 1933, var Kalle Lodén ansvarig för skyltar och stationernas färgsättning. Han skapade då den första versionen av dagens tunnelbanesymbol (T-symbolen) för Stockholms tunnelbana med bokstaven T i en cirkel. Lodén finns representerad vid Nationalmuseum i Stockholm.

## Verk i urval

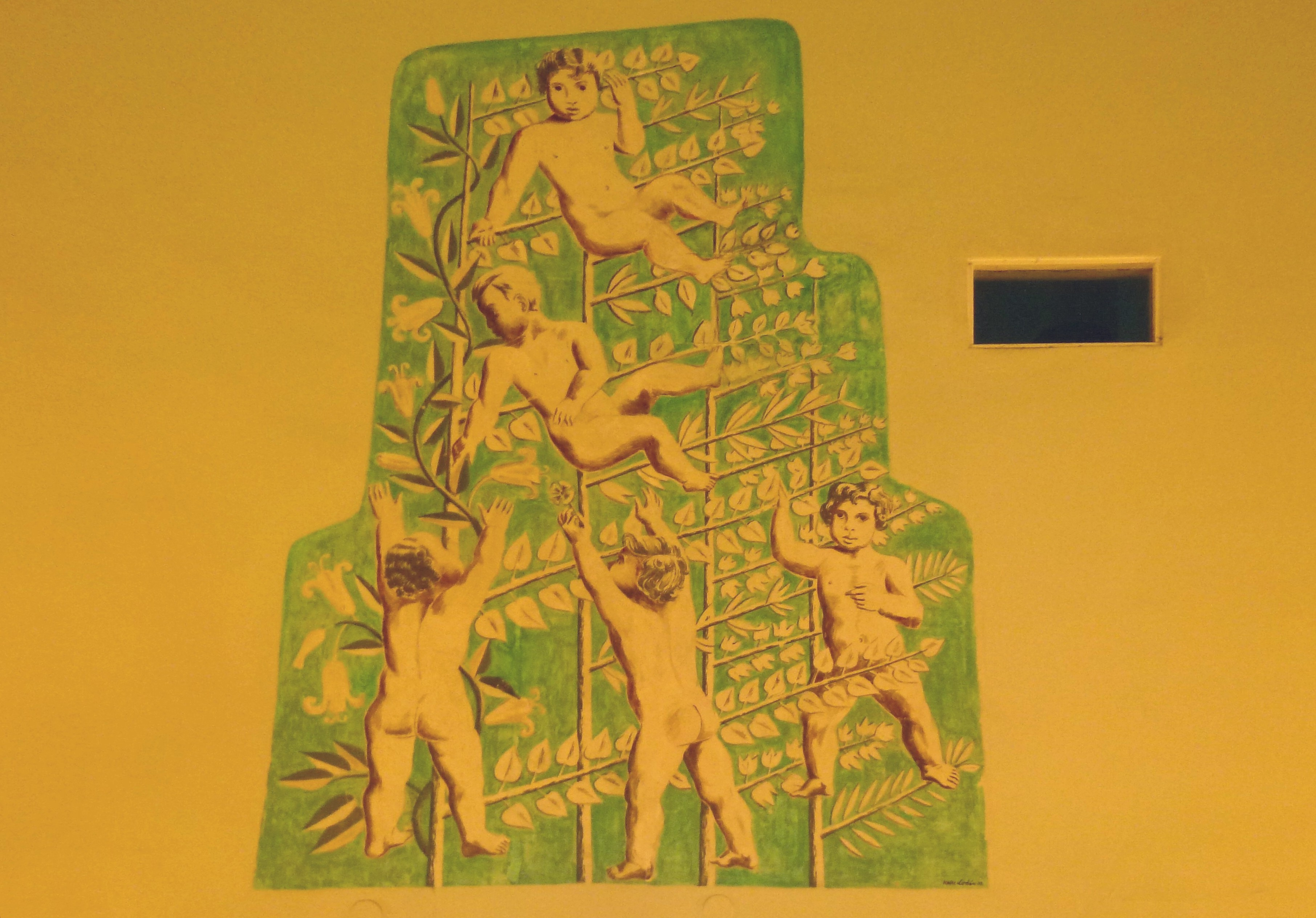
Väggutsmyckning på Fullersta bio.
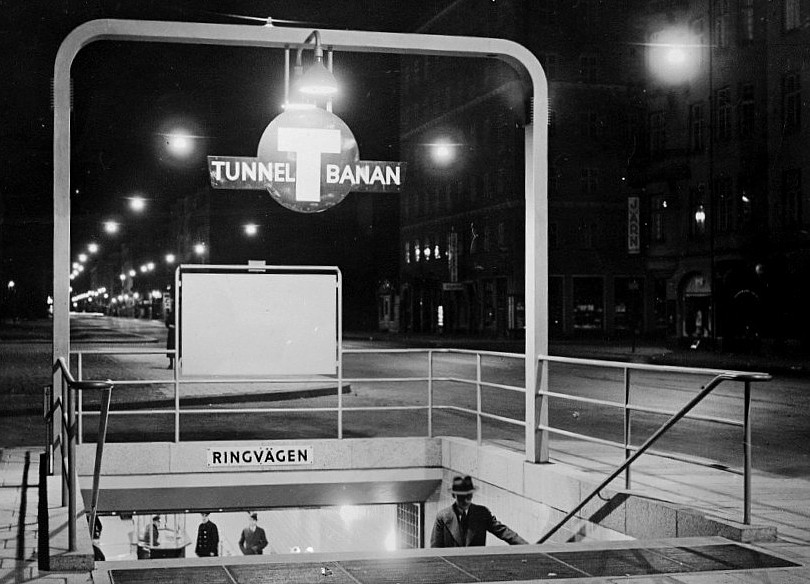
Tunnelbana Ringvägen 1933.